# Bolsa de Comércio de Santiago

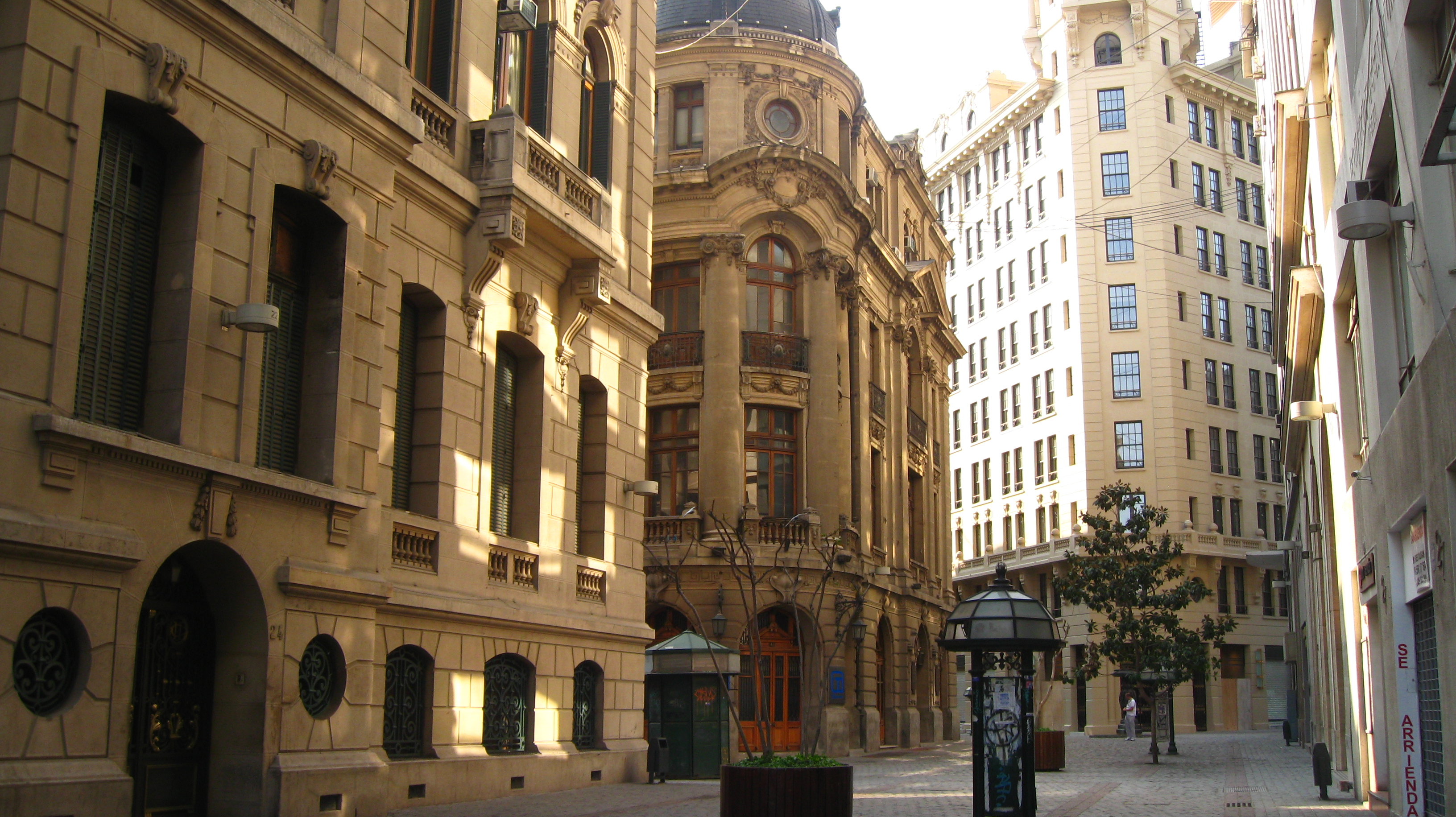
Exterior da Bolsa de Comercio de Santiago.

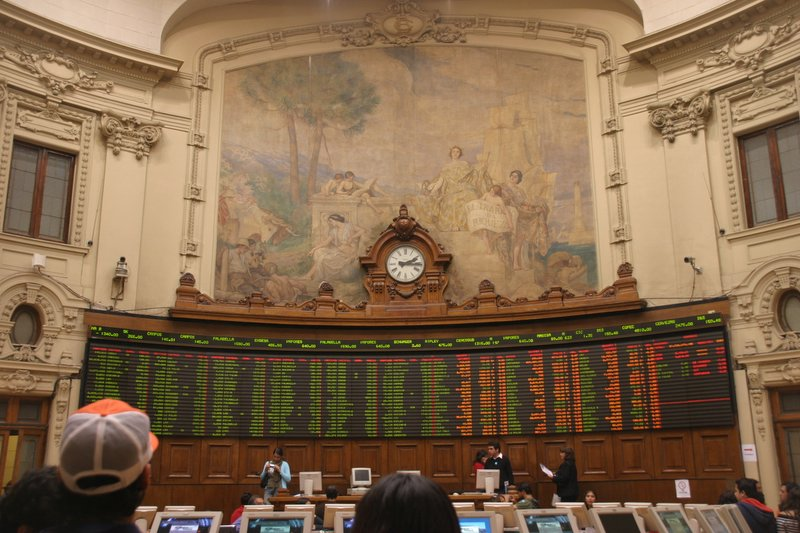
Interior da Bolsa de Comércio.

A Bolsa de Comércio de Santiago, fundada em 27 de novembro de 1893 é o principal centro de operações bursátiles do Chile. Ao ano de sua criação existiam 329 sociedades anônimas, principalmente mineradoras. Suas transações são ações, bônus, divisas estrangeiras e ADRs. A Bolsa é membro fundador da Federação Ibero-americana de Bolsas de Valores (FIABV) em 1973. Em 2000 inaugura uma Bolsa Off-Shore.
Como indicadores tem:
- o Índice Geral de Preços de Ações (IGPA) criado em 1958 e composto da maioria das ações e de revisão anual.
- o Índice de Preços Seletivo de Ações (IPSA) que corresponde as 40 ações mais transadas, criado em 1977 e se revisa anualmente.
- INTER-10 agrupa as 10 principais empresas do IPSA que cotizam ADRs. As ações se selecionam trimestralmente.

## Edifício da Bolsa de Comércio de Santiago
O edificio sede de suas operacções, foi construído entre 1913-1917 pelo arquiteto Emile Jecquier, o qual foi declarado Monumento Nacional em 1981. Construído sobre a Rua Bandera em pleno centro de Santiago de Chile em terrenos que pertenceram as monjas Agustinas. Foi inaugurado oficialmente em 25 de dezembro de 1917. Sua arquitetura de clara inspiração renascentista francesa, conta com uma planta de desenho triangular.

## Hitos
- Nos anos 80 se substitui blackboard da roda, onde se escreveram manualmente as transações, por uma tela eletrónica.
- A finais dos anos 80 se transou por primeira vez um bilhão de dólares em uma jornada bursátil.
- Em 1986 se registra o recorde de variação real anual do IPSA de 139,4%, devido a autorização as AFP de inverter em ações de empresas privatizadas pelo Estado.

## Relacionados
- S&P 40 América Latina